# Venera Gimadieva
Venera Gimadieva (En russe : Венера Гимадиева) est une soprano russe née le 28 mai 1984. 

## Biographie
Elle est née à Kazan, ses parents sont Tatars des Tatars de la Volga. Elle a étudié au « Kazan Music College » à Kazan de 2004 à 2009, elle étudie au Conservatoire de Saint-Pétersbourg et au Théâtre Bolchoï à Moscou. En 2008, elle devient soliste au théâtre « Gimadieva » à Saint-Pétersbourg.
En 2014 elle interprète Violetta dans La traviata au festival de Glyndebourne.
Verena Gimadieva est membre du Conseil public de la Fondation du lac Baikal.